# حاجي أباد (أملش الجنوبي)
حاجي أباد (بالفارسية: حاجی‌آباد) هي قرية تقع في إيران في غيلان. يقدر عدد سكانها بـ 452 نسمة .